# Dinocheirus partitus
Dinocheirus partitus es una especie de arácnido  del orden Pseudoscorpionida de la familia Chernetidae.

## Distribución geográfica
Se encuentra en Arizona (Estados Unidos).